# Estación de Goya (Metro de Madrid)
Goya es una estación de las líneas 2 y 4 del Metro de Madrid situada en el barrio homónimo en el distrito de Salamanca, bajo la confluencia de la calle Alcalá y la calle Goya, de la que toma su nombre. Dicha calle toma su nombre del pintor español Francisco de Goya. Los andenes de la línea 4 tiene copias de grabados de Goya.

## Historia
Los andenes de la línea 2 fueron inaugurados el 14 de junio de 1924 y puestos en servicio dos días después, formando parte del primer tramo de la línea entre  Sol y Ventas. El 17 de septiembre de 1932 la línea se ramifica, creándose el tramo Goya-Diego de León, de forma que de todos los trenes que llegaban a esta estación, la mitad circulaban hacia Ventas y la otra mitad hacia Diego de León.
El 23 de marzo de 1944 se inaugura el primer tramo de la línea 4, entre las estaciones de Argüelles y Goya.
El 2 de octubre de 1958 se reformó, de manera que la línea 2, que tenía ramificación a partir de esta estación, la perdió al cederse el tramo a la línea 4.
Ha sido reformada recientemente con la colocación de paneles de vitrex amarillos y la instalación de ascensores.
El 1 de abril de 2017 se eliminó el horario especial de todos los vestíbulos que cerraban a las 21:40 y la inexistencia de personal en dichos vestíbulos.
Los andenes de la línea 4 permanecieron cerrados entre el 13 de enero y el 6 de marzo de 2020 por obras en la línea. El servicio en la línea 2 se prestó sin alteraciones.

## Accesos
Vestíbulo Conde de Peñalver
- Conde de Peñalver, pares C/ Conde de Peñalver, 2 (esquina con C/ Alcalá)
- Conde de Peñalver, impares C/ Goya, 89 (esquina C/ Conde de Peñalver, 1)
- Ascensor C/ Goya, 87. Acceso a Línea 4 dirección Pinar de Chamartín

Vestíbulo Felipe II

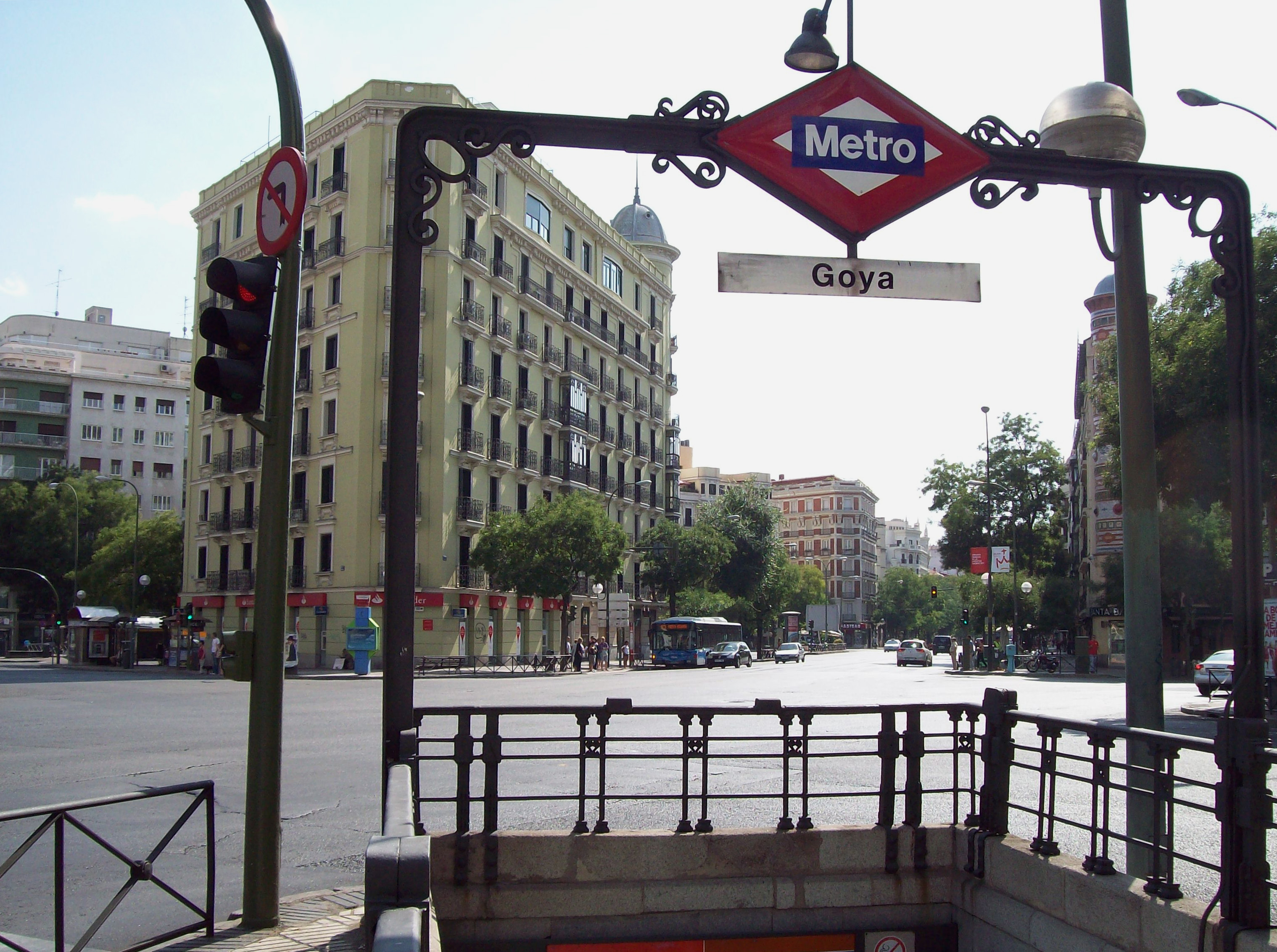
Acceso Conde de Peñalver, pares en C/ Conde de Peñalver, 2

- Felipe II, pares Av. Felipe II, 12. Para WiZink Center
- Felipe II, impares Av. Felipe II, 1
- Ascensor Av. Felipe II, 1 (esquina con C/ Alcalá). Acceso a Línea 2 dirección Cuatro Caminos

Vestíbulo General Díaz Porlier
- General Díaz Porlier C/ Goya, 62 (esquina C/ General Díaz Porlier)
- Ascensor C/ General Díaz Porlier, 3. Acceso a Línea 2 dirección Las Rosas y Línea 4 dirección Argüelles
- Centro Comercial Abierto según horario del Centro Comercial Entrada a El Corte Inglés - Edificio Hogar (planta Sótano 1) en el pasillo del Acceso General Díaz Porlier.

## Líneas y conexiones

### Metro
| << cabecera | < estación     | línea | estación >          | cabecera >>        |
| ----------- | -------------- | ----- | ------------------- | ------------------ |
| Las Rosas   | Manuel Becerra |       | Príncipe de Vergara | Cuatro Caminos     |
| Argüelles   | Velázquez      |       | Lista               | Pinar de Chamartín |

### Autobuses

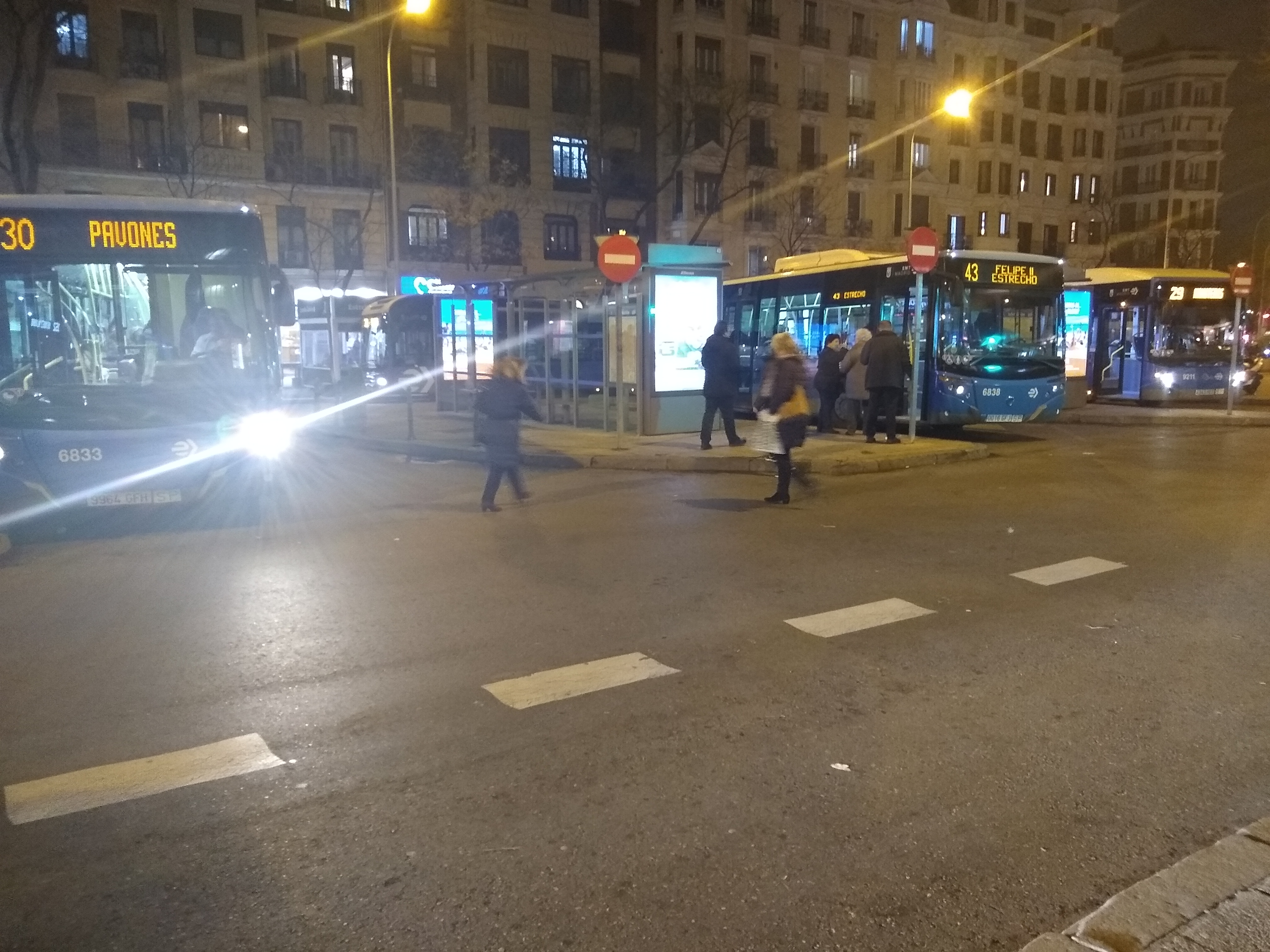
Autobuses en sus cabeceras de la avenida de Felipe II

| Diurnos                                                   |                       |                                    |
| Autobuses con cabecera en el área intermodal de Felipe II |                       |                                    |
| Línea                                                     | Destino               | Parada                             |
| 29                                                        | Manoteras             | 5075 FELIPE II (C/ Alcalá)         |
| 30                                                        | Pavones               | 5092 FELIPE II (Av. Felipe II, 10) |
| 43                                                        | Estrecho              | 5002 FELIPE II (C/ Alcalá, 145)    |
| 63                                                        | Santa Eugenia         | 2153 FELIPE II (Av. Felipe II, 1)  |
| 152                                                       | Méndez Álvaro         | 5091 FELIPE II (Av. Felipe II, 6)  |
| 215                                                       | Parque Roma           | 5298 FELIPE II (C/ Narváez)        |
| E2                                                        | Las Rosas             | 755 FELIPE II (C/ Alcalá, 96)      |
| E3                                                        | Valderrivas           | 755 FELIPE II (C/ Alcalá, 96)      |
| E4                                                        | Valdebernardo         | 255 FELIPE II (C/ Goya, 80)        |
| Autobuses pasantes en la estación de Goya                 |                       |                                    |
| Línea                                                     | Destino               | Parada                             |
| 21                                                        | El Salvador           | 676 FELIPE II (C/ Goya, 66)        |
| 53                                                        | Arturo Soria          | 676 FELIPE II (C/ Goya, 66)        |
| 21                                                        | Pintor Rosales        | 679 ALCALÁ-GOYA                    |
| 53                                                        | Sol / Sevilla         | 679 ALCALÁ-GOYA                    |
| 146                                                       | Los Molinos           | 753 FELIPE II (C/ Alcalá, 94)      |
| 146                                                       | Plaza del Callao      | 754 FELIPE II (C/ Alcalá, 149)     |
| 15                                                        | La Elipa              | 5093 FELIPE II (Av. Felipe II, 12) |
| C1                                                        | Embajadores           | 5093 FELIPE II (Av. Felipe II, 12) |
| 26                                                        | Diego de León         | 2215 FELIPE II (C/ Narváez, 5)     |
| 61                                                        | Moncloa               | 2215 FELIPE II (C/ Narváez, 5)     |
| E5                                                        | Manuel Becerra        | 2215 FELIPE II (C/ Narváez, 5)     |
| 26                                                        | Tirso de Molina       | 2216 FELIPE II (C/ Narváez, 6)     |
| 61                                                        | Narváez               | 2216 FELIPE II (C/ Narváez, 6)     |
| 15                                                        | Sol / Sevilla         | 5034 FELIPE II (Av. Felipe II, 1)  |
| Nocturnos                                                 |                       |                                    |
| Línea                                                     | Destino               | Parada                             |
| N3                                                        | Cibeles               | 754 FELIPE II                      |
| N5                                                        | Cibeles               | 754 FELIPE II                      |
| N7                                                        | Cibeles               | 754 FELIPE II                      |
| N5                                                        | Colonia Fin de Semana | 755 FELIPE II                      |
| N7                                                        | Valderrivas           | 755 FELIPE II                      |
| N3                                                        | Feria de Madrid       | 5093 FELIPE II (Av. Felipe II, 12) |

## Enlaces
- Wikimedia Commons alberga una categoría multimedia sobre Estación de Goya.
- Página informativa de la estación
- Página oficial de Metro de Madrid

- Datos: Q955699
- Multimedia: Estación de Goya / Q955699